# Réda Allali
Pour les articles homonymes, voir Allali.
Ingénieur de formation, Réda Allali est musicien, fondateur de Hoba Hoba Spirit, groupe populaire qui, depuis 2003, jongle avec le rock et les musiques marocaines. Le groupe a produit 8 albums, il s’est donné des concerts dans une vingtaine de pays et il est connu pour ses prestations scéniques énergiques. 
Réda Allali est aussi l’auteur, depuis 2002 dans le magazine TelQuel, de chroniques hebdomadaires ou il donne la parole à son personnage caustique, le Guercifi Zakaria Boualem. 
Reda Allali est l’initiateur de la plateforme de podcasts Radio Maarif, consacrée en grande partie à la découverte de l’histoire du Maroc et à sa culture. Il intervient également dans des émissions consacrées au sport dans les médias marocains, comme « la Bombonera » sur Radio 2M. 
Reda Allali est l’auteur de deux livres : 
- Zakaria Boualem découvre l’histoire du Maroc (Editions du Sirocco)
- Le bisou de El Yamiq sur la tête de Pepe (Editions du Sirocco)